# سينما فنلندا
للسينما في فنلندا تاريخ طويل. وبينما تم عرض أول فيلم في العالم عام 1895، تم عرض أول فيلم في فنلندا في العام التالي عام 1896.
تم إنتاج أول فيلم فنلندي في عام 1907. وبعد ذلك، تباطأ الانتاج السينمائي، وكانت هناك فترات لم يكن فيها إنتاج كبير بين عامي 1909/1911 و1917/1918. وكان السبب في ذلك هو الوضع السياسي في البلاد، حيث كانت فنلندا تكافح من أجل الاستقلال عن روسيا وتأثرت بالسياسة العالمية. حصلت فنلندا على استقلالها عام 1918، ثم اندلعت الحرب الأهلية.
بدأت الحياة الثقافية في فنلندا في التطور بعد استقرار الوضع السياسي. وظهر ذلك واضحاً في مجال السينما، حيث تم إنتاج العديد من الأفلام، وأصبحت السينما جزءاً مهماً من حياة الناس.
كانت ذروة الإنتاج السينمائي في الأربعينيات من القرن العشرين، حيث تم إنشاء ثلاث استوديوهات كبرى، تنتج أفلامًا وتتنافس فيما بينها. ومع ذلك، مع تغير المجتمع في الستينيات بسبب الاتجاهات السياسية وظهور أشكال جديدة من وسائل الإعلام مثل التلفزيون، انخفض إنتاج الأفلام. أغلقت جميع الاستوديوهات تقريبًا أبوابها، وأصبحت الأفلام أكثر سياسية وبراقة لجذب الجماهير، مع سيطرة الروح التجارية. إلا أن بعض منتجي الأفلام رفضوا هذا الواقع واستمروا في إنتاج أفلام شعبية لاقت انتقادات من النقاد لكنها حققت نجاحا وقبولا من الجمهور.
بدأ العصر الجديد للسينما في التسعينيات، مع إحياء السينما من خلال الأفكار والمواهب الجديدة. وبدأت الحكومة بدعم إنتاج بعض الأفلام.
في العقد الأول من القرن الحادي والعشرين، ازدهرت السينما الفنلندية، وحققت بعض الأفلام نجاحًا عالميًا وحظيت باستقبال إيجابي من الجمهور والنقاد على حد سواء. حاليًا، تنتج فنلندا حوالي 15-20 فيلمًا روائيًا سنويًا. تتأثر السينما الفنلندية أيضًا بالاتجاهات العالمية والأساليب الأوروبية والأمريكية الأخرى.